# RDS2
Pour les articles homonymes, voir RDS.
RDS2 est une chaîne de télévision sportive québécoise appartenant à Bell Media qui diffuse 24 heures par jour des événements sportifs ainsi que des nouvelles du monde du sport. La chaîne a été lancée le 7 octobre 2011 comme chaîne d'accompagnement de Réseau des sports (RDS) et est en compétition avec TVA Sports, lancé un mois plus tôt.

## Histoire
Bell Media a annoncé le 15 juin 2011 le lancement de RDS2, une chaîne d'accompagnement de RDS similaire à TSN2 du côté anglophone, qui sera lancée le 7 octobre 2011 en format standard et en haute définition et proposera plus de 1500 heures d'événements en direct au cours de l'année.
À la suite de l'annonce, RDS et RDS 2 se partageront les acquisitions suivantes : Tour de France, les matchs de la Major League Soccer, la Coupe Vanier, la Coupe Canada de Curling, la Coupe du monde de rugby, la NCAA March Madness ainsi que Patinage Canada.
Après un mois et demi de négociations, RDS2 a été ajouté chez le distributeur Vidéotron le 23 novembre 2011.

## Identité visuelle

### Logos

Logo de RDS2 depuis le 7 octobre 2011.
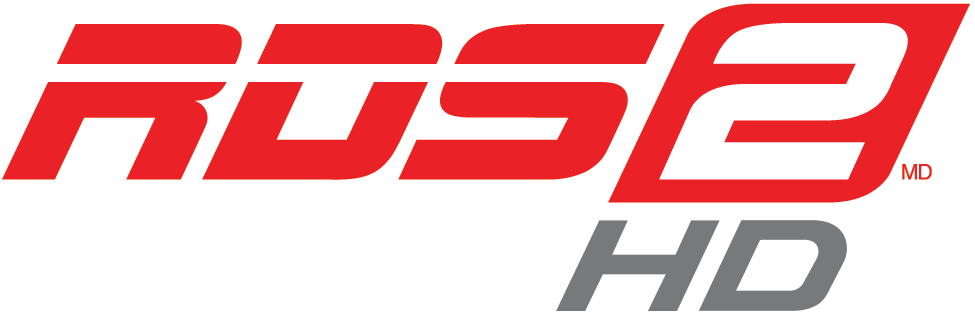
Logo de RDS2 HD

### Slogans
- Depuis le 7 octobre 2011 : « Le terrain de jeu s'agrandit »